# Juan Languasco de Habich
Juan Languasco de Habich (Lima, 1920-2005[cita requerida]) fue un abogado, empresario y político peruano. Ministro de Gobierno y Policía en 1964.

## Biografía
Estudió en el Colegio de La Recoleta (Lima). Luego cursó jurisprudencia en la Universidad Mayor de San Marcos. En sus años juveniles se dedicó al periodismo, en las páginas de policiales del diario La Prensa. Luego se estableció en Piura, dedicándose a la agricultura. Fundó la Compañía Agrícola y Ganadera Paradones S.A.
A principios de 1964 juró como ministro de Gobierno y Policía del primer gobierno de Fernando Belaúnde, en reemplazo del censurado Óscar Trelles. Tuvo que enfrentar la toma de tierras de los campesinos cuzqueños que reclamaban la reforma agraria, revuelta que había adquirido un matiz sangriento. Se mostró comprensivo con los reclamos de los campesinos y anunció una inversión de cien millones de soles para mejorar sus condiciones de vida. Culpó a los comunistas de agitar a los campesinos y planteó que se incluyese en el Código Penal una nueva figura delictiva, la del “delito de incitación.” Otro suceso luctuoso que ocurrió bajo su gestión fue la tragedia del Estadio Nacional del Perú, donde murieron unas 300 personas.
Tras dejar el cargo de ministro en julio de 1964, fue nombrado gerente de la Sociedad Nacional de Minería y Petróleo. También fue director de SOGESA (SIDER-PERÚ) y del Banco de la Vivienda; vicepresidente de LANSA (Líneas Aéreas Nacionales S.A.) y asesor de empresas privadas.
En las postrimerías del primer gobierno de Belaunde fue involucrado en el escándalo del contrabando traído en un buque de la Marina de Guerra y concurrió voluntariamente a la Comisión Investigadora creada al respecto en el Congreso. Fue luego incluido en un juicio ante el fuero militar, en calidad de testigo. Y bajo la dictadura de Juan Velasco Alvarado, un Tribunal Militar lo condenó a prisión.